# Ocotea macrophylla
Ocotea macrophylla är en lagerväxtart som beskrevs av Carl Sigismund Kunth. Ocotea macrophylla ingår i släktet Ocotea och familjen lagerväxter. Inga underarter finns listade i Catalogue of Life.